# Gregory Haughton
Gregory Haughton (St. Mary, 10 novembre 1973) è un ex velocista giamaicano, specializzato nei 400 metri piani.

## Progressione

### 400 metri piani
| Stagione | Risultato | Luogo     | Data       | Rank. Mond. |
| -------- | --------- | --------- | ---------- | ----------- |
| 2003     | 45"21     | Roma      | 11-7-2003  | 32º         |
| 2002     | 44"75     | Siviglia  | 08-06-2002 | 6º          |
| 2001     | 44"58     | Siviglia  | 08-06-2001 | 4º          |
| 2000     | 44"70     | Sydney    | 25-09-2000 | 12º         |
| 1999     | 44"59     | Winnipeg  | 25-07-1999 | 10º         |
| 1998     | 45"24     | Kingston  | 27-06-1998 |             |
| 1997     | 44"93     | Monachil  | 09-07-1997 | 16º         |
| 1996     | 45"07     | Fairfax   | 04-05-1996 |             |
| 1995     | 44"56     | Göteborg  | 09-08-1995 | 6º          |
| 1994     | 44"93     | Odessa    | 21-05-1994 | 7º          |
| 1993     | 44"78     | Stoccarda | 16-08-1993 | 12º         |
| 1992     | 46"88     |           | ??-?-1992  |             |

## Palmarès
| Anno | Manifestazione          | Sede         | Evento      | Risultato | Prestazione | Note                                     |
| ---- | ----------------------- | ------------ | ----------- | --------- | ----------- | ---------------------------------------- |
| 1993 | Giochi CAC              | Ponce        | 4x400 m     | Bronzo    | 3'07"23     |                                          |
| 1993 | Mondiali                | Stoccarda    | 400 m piani | 6º        | 45"63       |                                          |
| 1993 | Mondiali                | Stoccarda    | 4x400 m     | 7º        | 3'01"44     |                                          |
| 1995 | Mondiali                | Göteborg     | 400 m piani | Bronzo    | 44"56       | Miglior prestazione personale            |
| 1995 | Mondiali                | Göteborg     | 4x400 m     | Argento   | 2'59"88     |                                          |
| 1996 | Giochi olimpici         | Atlanta      | 4x400 m     | Bronzo    | 45"87       |                                          |
| 1997 | Mondiali indoor         | Parigi       | 4x400 m     | Argento   | 3'08"11     |                                          |
| 1997 | Mondiali                | Atene        | 4x400 m     | Bronzo    | 2'56"75     |                                          |
| 1998 | Giochi del Commonwealth | Kuala Lumpur | 4x400 m     | Oro       | 2'59"03     |                                          |
| 1999 | Giochi panamericani     | Winnipeg     | 400 m piani | Oro       | 44"59       | Miglior prestazione personale stagionale |
| 1999 | Giochi panamericani     | Winnipeg     | 4x400 m     | Oro       | 2'57"97     |                                          |
| 1999 | Mondiali                | Siviglia     | 400 m piani | 6º        | 45"07       |                                          |
| 1999 | Mondiali                | Siviglia     | 4x400 m     | Argento   | 2'59"34     |                                          |
| 2000 | Giochi olimpici         | Sydney       | 400 m piani | Bronzo    | 44"70       | Miglior prestazione personale stagionale |
| 2000 | Giochi olimpici         | Sydney       | 4x400 m     | Argento   | 44"29       |                                          |
| 2001 | Mondiali                | Edmonton     | 400 m piani | Bronzo    | 44"98       |                                          |
| 2001 | Mondiali                | Edmonton     | 4x400 m     | Argento   | 2'58"39     |                                          |
| 2004 | Mondiali indoor         | Budapest     | 4x400 m     | Oro       | 3'05"21     |                                          |